# Stedesand
Stedesand (północnofryz. Stääsönj) – gmina w Niemczech w kraju związkowym Szlezwik-Holsztyn, w powiecie Nordfriesland, wchodzi w skład Związku Gmin Südtondern.